# 草鞋墩遺址
23°58′35″N 120°40′44″E / 23.976322°N 120.678938°E
草鞋墩遺址，是位於臺灣南投縣草屯鎮敦和里、聖音禪寺後方的台形土墩，遺留原住民文物，被附會是舊草鞋堆成，成為當地鎮名、鎮徽的由來。

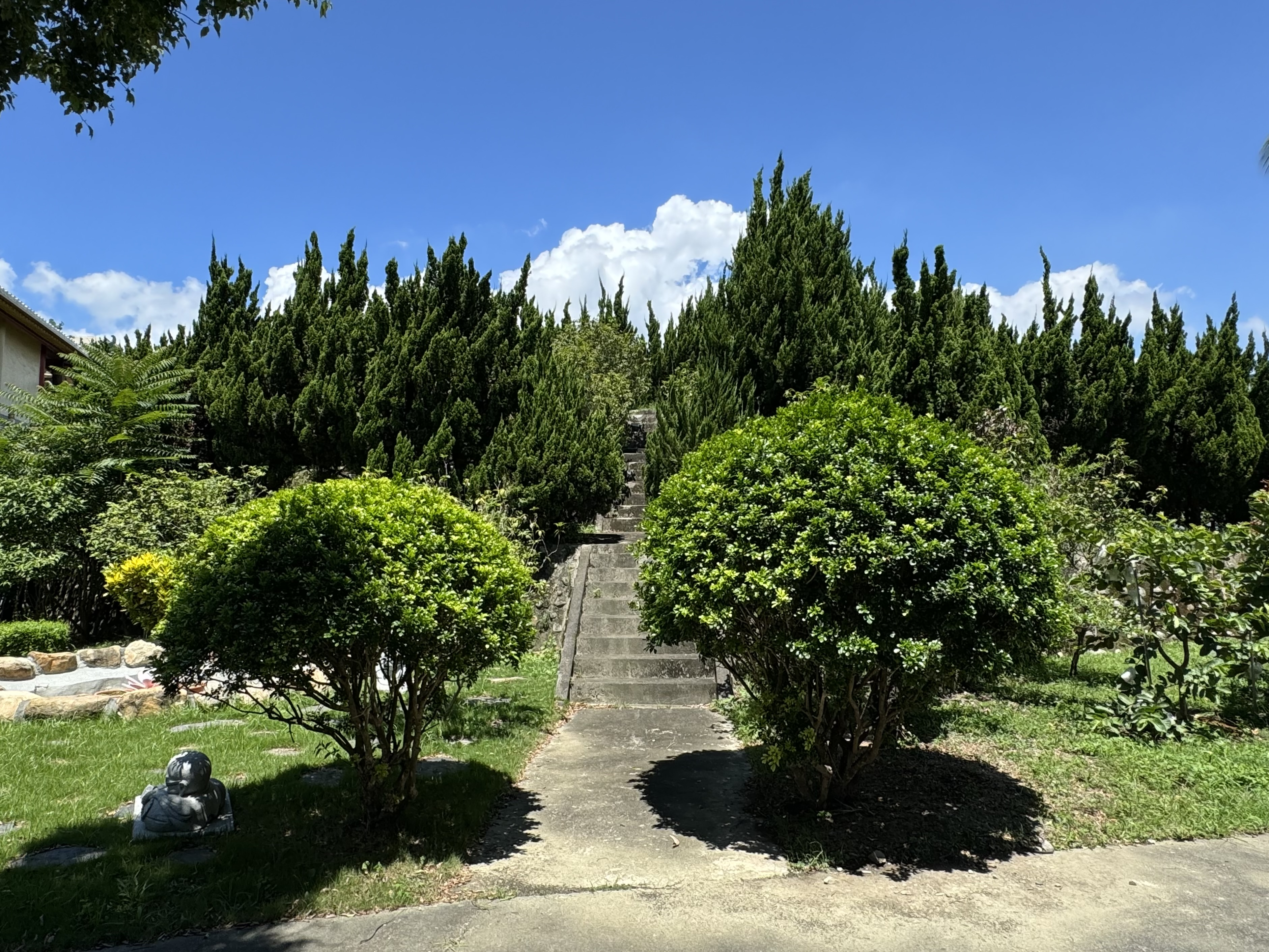
草鞋墩遺址登道

## 歷史
史前時期，前30世纪，牛罵頭文化的臺灣原住民沿著大肚山台地到草屯居住，以前25世紀的細繩紋紅陶器為其文化代表，前20世紀到前16世纪再從草屯漸漸移足到竹山、八卦山等地，同時人口也沿著烏溪擴充到濁水溪中流。後來漢人在草屯見到來歷不明的土墩群，謂為「七星落地」。
清治時期，欲從西臺灣進入水沙連地區，有兩條南北路線可走：南路是從斗六溯濁水溪上游，直達日月潭，但天然環境較險，路程也較遠；北路則由彰化向東溯烏溪經過現在的草屯、國姓等地，直達埔里，里程較近。傳說天水夫人的商隊就有走過草屯這條路線。剛好位在北路的中央點、為平原進入山區之處的草屯，還是往台中、南投、員林、龍眼林和後來中興新村的五條路線的輻輳中心，自然而然成為台灣中部山地和平地之間的交通要衝。
因長旅需要換草鞋，當時草屯又盛產水稻，稻草取得容易，因此成為草鞋製造及集散地。據草屯當地尼師釋禪聞說，過去賣草鞋的小販喜歡在這裡的土墩附近作買賣，並稱這些土堆是數百年買家換下舊鞋所堆成，日久化為泥土，藉此作為賣者交易實績的象徵、招牌。由文史工作者梁志忠所收藏的地契，早於乾隆二十三年（1758年），就有「草鞋墩」地名。道光末年，北路沿線原住民與漢族關係逐漸和緩，入墾埔里的人大量上路，讓草屯更居交通要道。
1920年，日本政府將地名「草鞋墩」改成「草屯」。

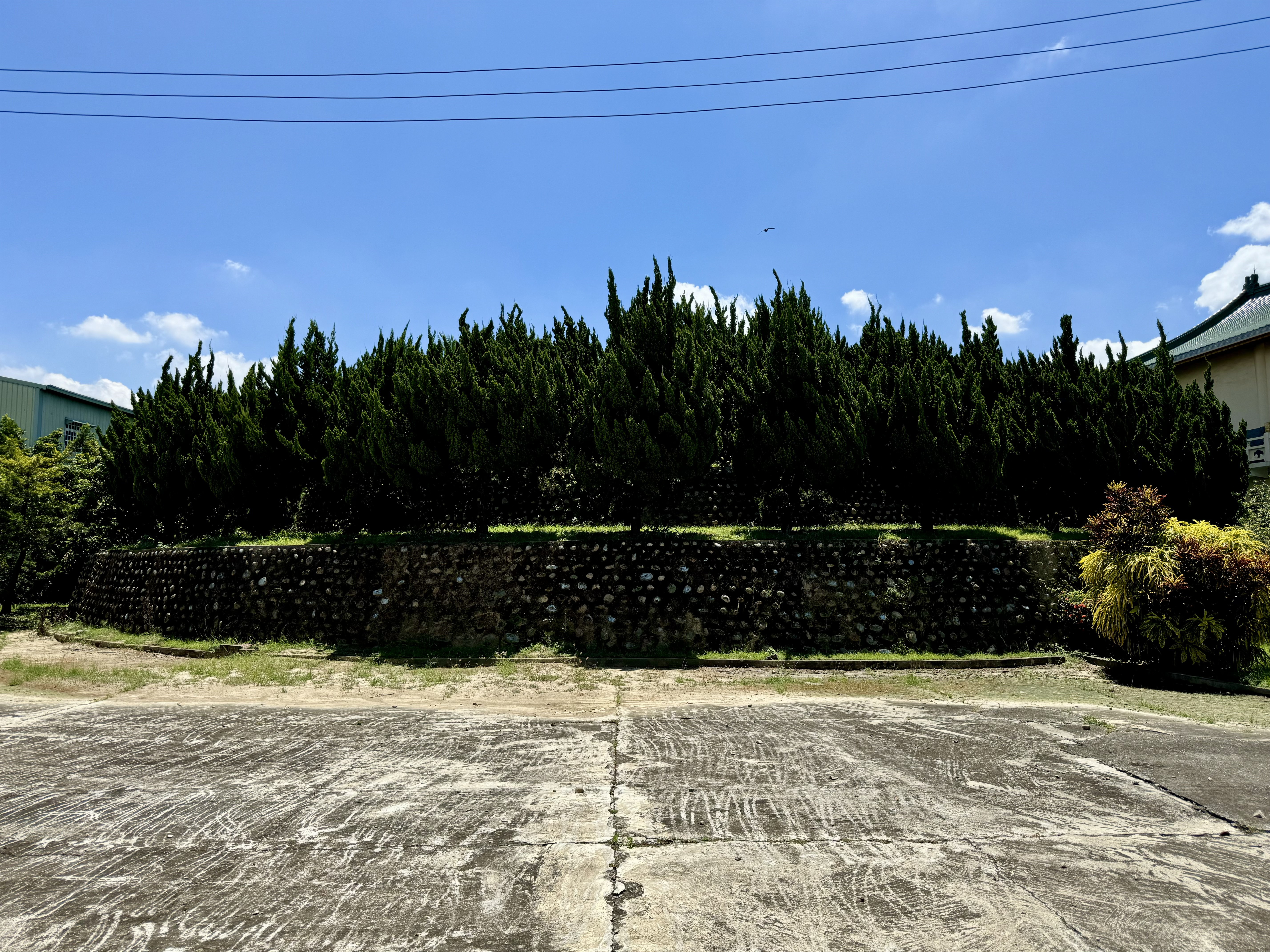
草鞋墩遺址

清朝中葉時，建有三邊堂的草屯李氏在此擁有大片土地。戰後，農民各自毀墩為田，僅存地主為李豐緒的一座，至1973年4月，釋禪聞在此建立聖音禪寺，獲得該土墩的一半地權，另一半在簡姓民眾手中。敦和里里長李新強說，位在聖音禪寺後方的此墩過去生長竹林，後種植柏，位置很隱密，很少人知道其存在，並講這是鄭成功軍隊所留下的草鞋堆成。另一說該土墩是林爽文在乾隆五十二年（1787年）從大里杙敗軍，中途逃到此全軍換鞋所留下，但黎澤霖在其書《蓬壼擷勝錄》認為未免荒誕不合情理。
1970年代，張光直整合學界，對濁水溪與大漢溪流域進行稱為「濁大研究」的地質與考古研究。1973到1974年間，中央研究院考古組於此墩陸續掘出許多原住民文化的陶片、石刀、石斧、石鏃等物，經攜回台北鑑定有四千年歷史。土墩的所在從農業用地變更成文化保留區，但因1981年時市價一坪便達台幣七千餘元，鎮方無法負擔兩百坪左右的購地費，因此草屯鎮長洪錫生表示無法收購保留作公共之用。

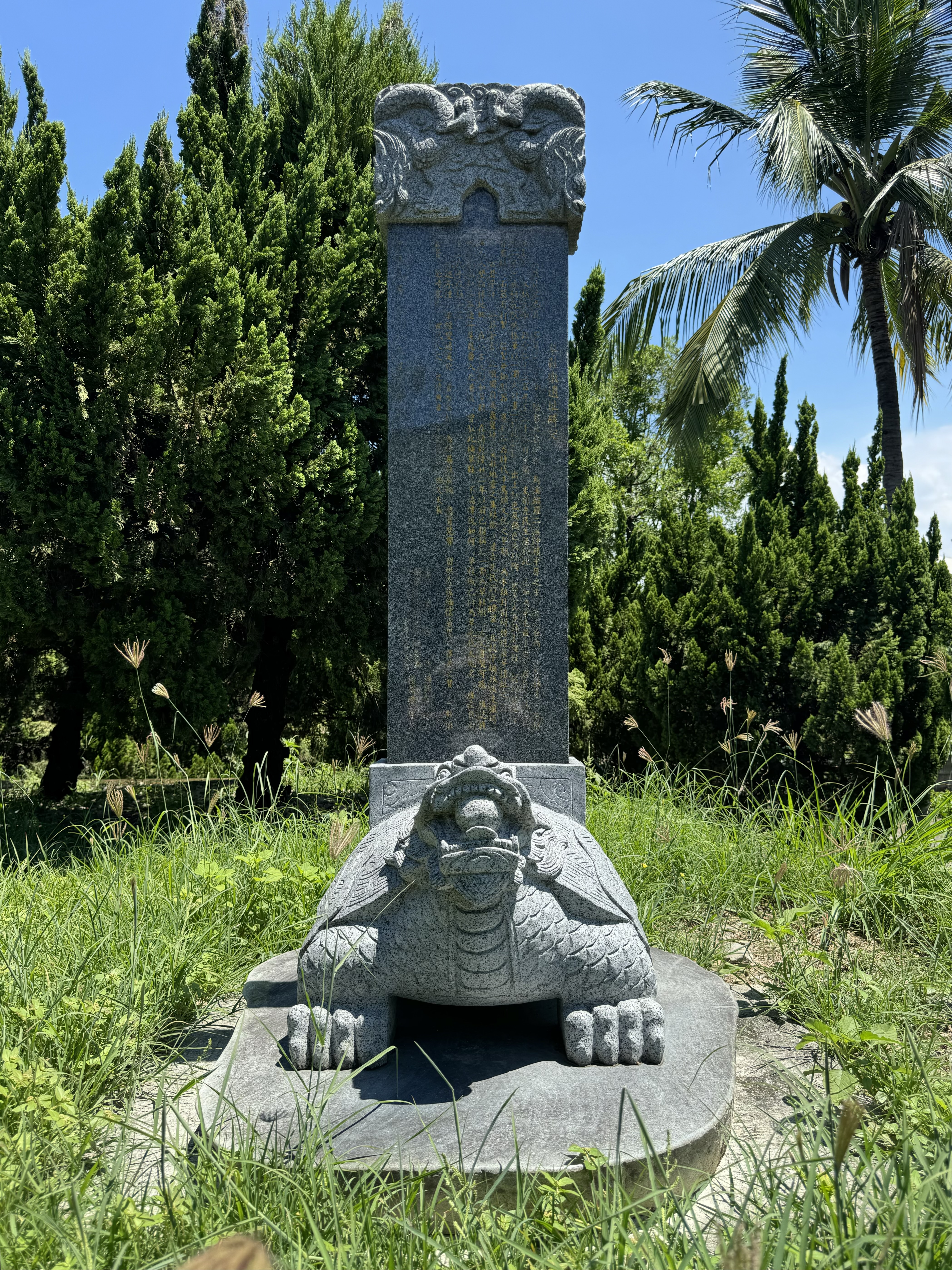
草鞋墩遺址碑

1996年，草屯鎮公所以稻穗、草鞋搭配此土墩作鎮徽。草屯鎮公所規劃的六十四號計畫道路，還因明顯避開此地，捨直取彎，遭六十餘名附近地主異議。後，墩上安置龍龜碑記一座，內文為省文獻會主任委員簡榮聰所作，2009年3月23日揭碑。
至於草屯的草鞋業也沒落，除了殯葬使用，難有訂單。2019年，僅存已九旬的李洪燕老婦人依然在販賣她自己編的草鞋。

## 外部連結
- 1974年_草鞋墩遺址試掘上篇 （页面存档备份，存于）臧振華 1974-10-10~24（Paul Sun 2009-08-16）
- 1974年_草鞋墩遺址試掘下篇 （页面存档备份，存于）臧振華 1974-10-10~24（Paul Sun 2009-08-16）